# Фолгефонна (тунель)
Тунель Фолгефонна (норв. Folgefonntunnelen) — автомобільний тунель довжиною 11,15 км у фюльке Гордаланн, Норвегія. Тунель з'єднує село Ейтргейм та місто Одда в комуні Одда із селом Еустрєполлен в комуні Квіннгерад. Тунель проходить у горах Фолгефонна, під однойменним льодовиком і національним парком. Тунель відкритий у 2001 році і став третім за довжиною в Норвегії. Спорудження тунелю скоротила час у дорозі між цими двома місцями з чотирьох годин до 10 хвилин. Тунель є частиною автошляху 551.
У 2012 році неподалік від цього тунелю побудовано 10,4-кілометровий тунель Юндал. З допомогою цих двох тунелів і порома дорогу між трасою E134, що проходить через місто Одда, і Бергеном стала набагато коротше. Цей маршрут з Осло до Бергена коротше, ніж по трасі E16, і більш безпечний у плані зимових хуртовин (які мають більшу тривалість у горах).